# Juliénas
Juliénas és un municipi francès situat al departament del Roine i a la regió d'Alvèrnia-Roine-Alps. L'any 2007 tenia 804 habitants.

## Demografia

### Població
El 2007 la població de fet de Juliénas era de 804 persones. Hi havia 337 famílies de les quals 103 eren unipersonals (40 homes vivint sols i 63 dones vivint soles), 107 parelles sense fills, 103 parelles amb fills i 24 famílies monoparentals amb fills.
La població ha evolucionat segons el següent gràfic:
Habitants censats

### Habitatges
El 2007 hi havia 433 habitatges, 336 eren l'habitatge principal de la família, 53 eren segones residències i 44 estaven desocupats. 379 eren cases i 53 eren apartaments. Dels 336 habitatges principals, 216 estaven ocupats pels seus propietaris, 104 estaven llogats i ocupats pels llogaters i 17 estaven cedits a títol gratuït; 2 tenien una cambra, 26 en tenien dues, 54 en tenien tres, 72 en tenien quatre i 182 en tenien cinc o més. 251 habitatges disposaven pel capbaix d'una plaça de pàrquing. A 157 habitatges hi havia un automòbil i a 150 n'hi havia dos o més.

### Piràmide de població
La piràmide de població per edats i sexe el 2009 era:
| Homes | Edats   | Dones |
| ----- | ------- | ----- |
| 0     | 95 o +  | 4     |
| 4     | 90 a 94 | 0     |
| 0     | 85 a 89 | 12    |
| 4     | 80 a 84 | 12    |
| 20    | 75 a 79 | 20    |
| 4     | 70 a 74 | 24    |
| 32    | 65 a 69 | 28    |
| 16    | 60 a 64 | 16    |
| 12    | 55 a 59 | 24    |
| 28    | 50 a 54 | 16    |
| 28    | 45 a 49 | 28    |
| 36    | 40 a 44 | 32    |
| 20    | 35 a 39 | 28    |
| 24    | 30 a 34 | 16    |
| 12    | 25 a 29 | 24    |
| 24    | 20 a 24 | 24    |
| 24    | 15 a 19 | 44    |
| 48    | 10 a 14 | 16    |
| 24    | 5 a 9   | 32    |
| 12    | 0 a 4   | 28    |

## Economia
El 2007 la població en edat de treballar era de 511 persones, 396 eren actives i 115 eren inactives. De les 396 persones actives 376 estaven ocupades (192 homes i 184 dones) i 20 estaven aturades (11 homes i 9 dones). De les 115 persones inactives 38 estaven jubilades, 49 estaven estudiant i 28 estaven classificades com a «altres inactius».

### Ingressos
El 2009 a Juliénas hi havia 355 unitats fiscals que integraven 869 persones, la mediana anual d'ingressos fiscals per persona era de 18.177 €.

### Activitats econòmiques
Dels 45 establiments que hi havia el 2007, 2 eren d'empreses alimentàries, 1 d'una empresa de fabricació d'altres productes industrials, 11 d'empreses de construcció, 11 d'empreses de comerç i reparació d'automòbils, 2 d'empreses de transport, 4 d'empreses d'hostatgeria i restauració, 1 d'una empresa financera, 4 d'empreses immobiliàries, 4 d'empreses de serveis, 2 d'entitats de l'administració pública i 3 d'empreses classificades com a «altres activitats de serveis».
Dels 21 establiments de servei als particulars que hi havia el 2009, 1 era una oficina de correu, 1 una oficina bancària, 1 taller de reparació d'automòbils i de material agrícola, 1 paleta, 2 guixaires pintors, 3 fusteries, 1 lampisteria, 4 electricistes, 3 perruqueries, 1 restaurant i 3 agències immobiliàries.
Dels 3 establiments comercials que hi havia el 2009, 1 era una botiga de menys de 120 m², 1 una fleca i 1 una llibreria.
L'any 2000 a Juliénas hi havia 78 explotacions agrícoles que ocupaven un total de 480 hectàrees.

## Equipaments sanitaris i escolars
L'únic equipament sanitari que hi havia el 2009 era una farmàcia.
El 2009 hi havia una escola elemental.

## Poblacions més properes
El següent diagrama mostra les poblacions més properes.